# Questione di punti di vista
Questione di punti di vista (36 vues du Pic Saint Loup) è un film del 2009 diretto da Jacques Rivette.
Girato a Linguadoca, l'incontro tra Vittorio, turista per caso nella campagna francese, e Kate, alle prese con un passato che non passa, si intreccia alle vicende di una compagnia circense itinerante.

## Trama
Vittorio e Kate si incontrano per caso in una strada sperduta della Francia rurale. Il carattere solare e aperto del fascinoso italiano si scontra ben presto con quello chiuso e scontroso della donna. Incuriosito, Vittorio decide di approfondire la relazione e di fermarsi nel paese vicino. Qui trova un circo itinerante dove si danno ogni sera degli spettacoli e dove Kate lavora. Saltato il primo appuntamento, Vittorio riesce comunque ad introdursi nel giro degli artisti venendo a conoscenza del trauma che opprime Kate: anni prima il fidanzato lavorava nella stessa compagnia e moriva accidentalmente durante un numero rischioso in cui era coinvolto anche il padre di lei. Vittorio prova ad aiutare Kate a superare il trauma con la collaborazione degli artisti.